# László Marton (Regisseur)

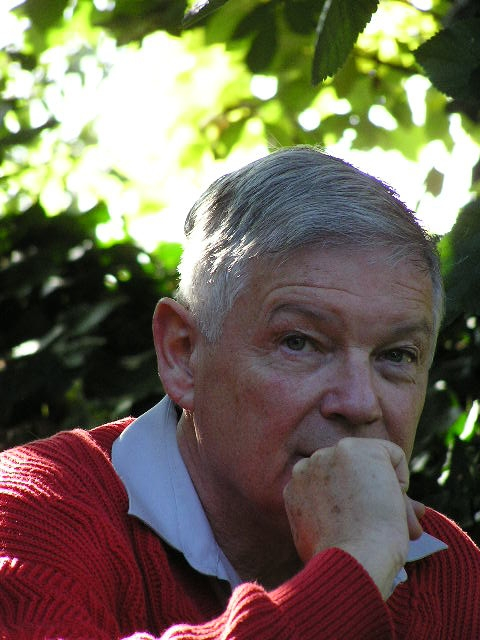
László Marton (2003)

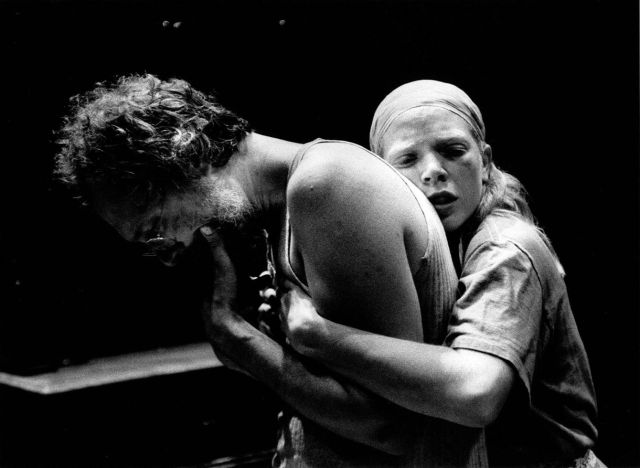
Onkel Wanja, Soulpepper Theatre Company, 2001, Toronto

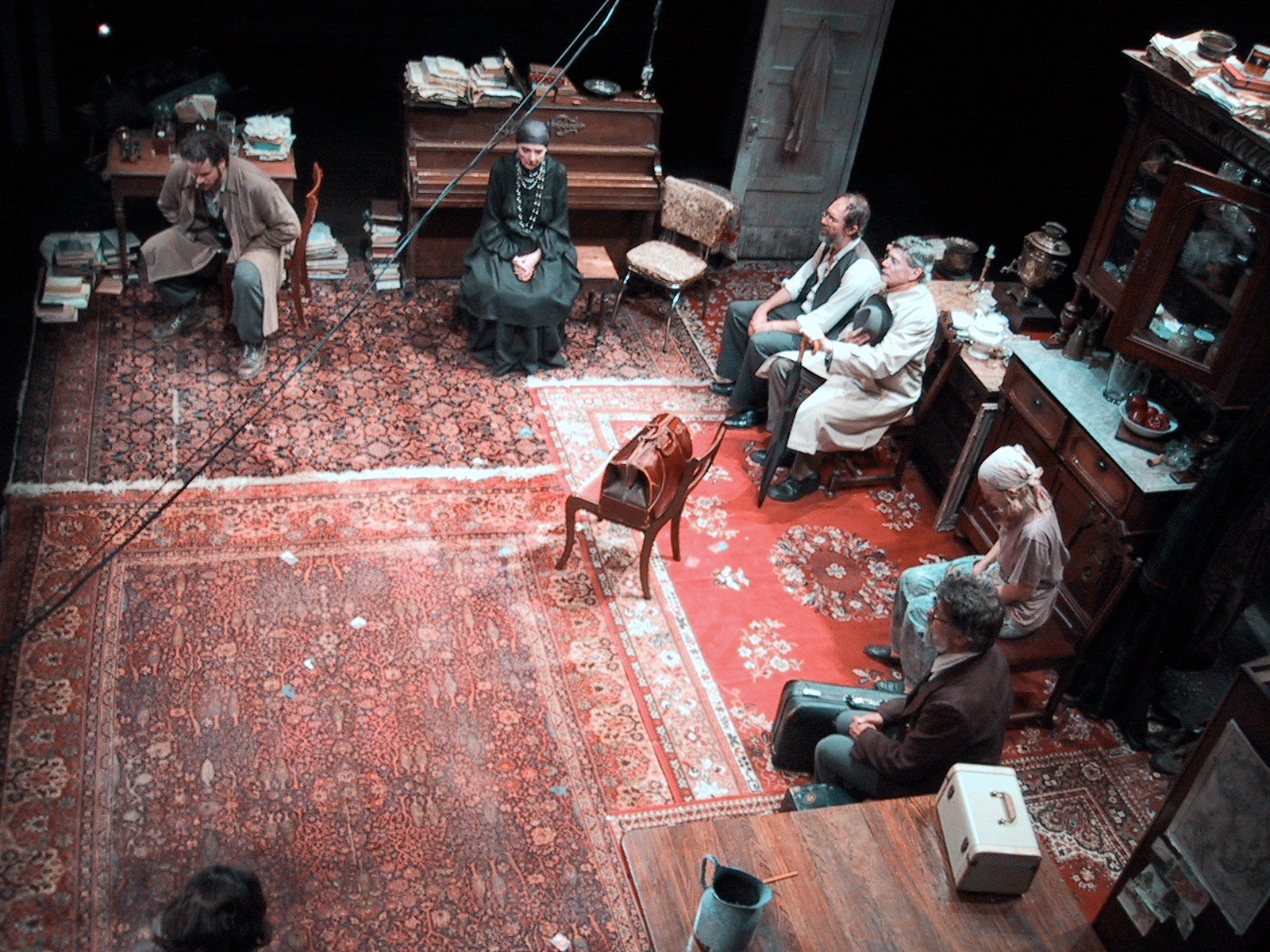
Onkel Wanja, Soulpepper Theatre Company, 2001, Toronto

László Marton (* 6. Januar 1943 in Budapest; † 12. September 2019) war ein ungarischer Theaterintendant und -regisseur.

## Leben
Marton stammte aus einer ungarischen großbürgerlichen Familie. Seine Mutter Ilona Keresztes hatte an der seinerzeit besten Hotelfachschule Europas gelernt, der École hôtelière de Lausanne. Der Vater László Marton war ein Außenhandelskaufmann. Zu seiner weitläufigen Verwandtschaft zählte er Personen wie Ferenc Molnár und den Hollywood-Filmregisseur und Golden-Globe-Award-Gewinner Andrew Marton. Ein anderer Verwandter, der Dirigent János Ferencsik, führte ihn in die Welt der Oper ein. Marton besuchte das Piaristen-Gymnasium in Budapest und studierte an der „Akademie für Schauspiel und Film Budapest“. Im Jahr 1967 schloss er das Studium ab und hatte seine erste Theaterproduktion am Budapester Theater Vígszínház. Dort wurde er 1987 künstlerischer Direktor.

## Karriere
Martons internationale Karriere begann 1974 in der DDR am Deutschen Nationaltheater in Weimar. Seither hat er an verschiedenen internationalen Bühnen gearbeitet, so am Finnischen Nationaltheater, am „Actors Theatre of Louisville“ (Louisville (Kentucky)), am Habimah (Israelisches National Theater), im Barbican Centre in London, in den „Santa Fe Stages“ in Santa Fe (New Mexico), im „Court Theatre“ in Chicago, im Abbey Theatre in Dublin.
Seine wichtigsten internationalen Inszenierungen hatte er mit Tschechows Platonow und Onkel Wanja bei der „Soulpepper Theatre Company“ in Toronto, wo er seit 1991 jährlich gastierte. Mit diesem Theater übernahm er 2005 auch Frank McGuinness’ Bearbeitung von Ibsens Die Wildente aus dem „Peacock Theatre“ in Dublin.
Seine Tanzproduktion Össztánc aus dem Vígszínház wurde 2004 zur Einhundertjahrfeier des „Abbey Theatre“ nach Dublin eingeladen. 2005 produzierte er in Dublin am „Abbey Theatre“ Nora von Ibsen, auch dieses in einer Bearbeitung von McGuinness.

## Inszenierungen im Vígszínház
Marton führte im eigenen Hause regelmäßig Regie. Er inszenierte verschiedene jüngere ungarische Theaterautoren, neuere Stücke aus dem anglo-amerikanischen Raum wie Neil Simons Ein seltsames Paar, sowie Klassiker von Shakespeare bis Ibsen und im September 2009 Mozarts Zauberflöte in Zusammenarbeit mit der Ungarischen Staatsoper.
- János Székely: Caligula helytartója – 1988
- Gábor Presser, Dusán Sztevanovity: A padlás – Musical, 1988
- György Spiró: Ahogy tesszük – 1989
- William Shakespeare: Richard III. – 1990
- Carlo Goldoni: Der Diener zweier Herren – 1992
- Arthur Miller: Zwischenfall in Vichy – 1994
- William Shakespeare: Macbeth – 1995
- Terrence McNally: Master Class – 1996
- András Kern, Gábor Presser: Szent István körút 14 – 1998
- Ben Elton: Popcorn – 1998
- Neil Simon: Ein seltsames Paar – 2000
- Péter Esterházy-Igó-Rácz: Eine Frau – 2000
- Henrik Ibsen: Nora – 2001
- György Spiró: Elsötétítés – 2002
- István Örkény: Pisti a vérzivatarban – 2004

In Deutschland führte Marton außer in Weimar auch zweimal Regie am Landestheater Detmold mit Der Leibgardist (A Testőr) von Ferenc Molnár (1981) und Die Physiker von Friedrich Dürrenmatt (1982).

## Ehrungen
Marton war Ehrenmitglied der Guildhall School of Music and Drama in London. In Toronto wurde er für seine Tschechow-Produktionen ausgezeichnet und in Dublin von der Irish Times für die Regie der Wildente.
Marton erhielt verschiedene Stufen (2009 Komtur mit Stern) des ungarischen Verdienstordens und 2003 den Kossuth-Preis.